# Boreus beybienkoi
Boreus beybienkoi är en näbbsländeart som beskrevs av Yu S. Tarbinsky 1962. Boreus beybienkoi ingår i släktet Boreus och familjen snösländor. Inga underarter finns listade i Catalogue of Life.